# Mike Scott (beisbolista)
Michael Warren Scott (Santa Mónica, California, 26 de abril de 1955), más conocido como Mike Scott, es un exjugador profesional estadounidense de béisbol que se desempeñó en la posición de lanzador en las Grandes Ligas de Béisbol (MLB). Logró obtener el premio MVP (jugador más valioso de la Serie de Campeonato de la Liga).

## Carrera
Scott jugó como profesional cuatro temporadas en New York Mets (1979-1982), después pasó a Houston Astros, donde jugó nueve temporadas (1983-1991), y fue el equipo en el que se retiró.

## Premios
Fue galardonado con el MVP (jugador más valioso de la Serie de Campeonato de la Liga) en una oportunidad (1986).